# Liste der Biografien/Bury
Liste der Biografien |
Portal Biografien |
Personensuche
# |
A |
B |
C |
D |
E |
F |
G |
H |
I |
J |
K |
L |
M |
N |
O |
P |
Q |
R |
S |
T |
U |
V |
W |
X |
Y |
Z |
?
 
Ba |
Be |
Bd |
Bg |
Bh |
Bi |
Bj |
Bl |
Bm |
Bn |
Bo |
Br |
Bs |
Bu |
Bw |
By |
Bz
 
Bua |
Bub |
Buc |
Bud |
Bue |
Buf |
Bug |
Buh |
Bui |
Buj |
Buk |
Bul |
Bum |
Bun |
Buo |
Buq |
Bur |
Bus |
But–Buz
 
Bura |
Burb |
Burc |
Burd |
Bure |
Burf |
Burg |
Burh |
Buri |
Burj |
Burk |
Burl |
Burm |
Burn |
Buro |
Burp |
Burq |
Burr |
Burs |
Burt |
Buru |
Burv |
Burw |
Burx |
Bury |
Burz
Die Liste der Biografien führt alle Personen auf, die in der deutschsprachigen Wikipedia einen Artikel haben. Dieses ist eine Teilliste mit 33 Einträgen von Personen, deren Namen mit den Buchstaben „Bury“ beginnt.

## Bury
- Bury, Aljaksandr (* 1987), belarussischer Tennisspieler
- Bury, Bernard de (1720–1785), französischer Komponist
- Bury, Charles (1890–1968), britischer Chemiker
- Bury, Claus (* 1946), deutscher Bildhauer
- Bury, Dominik (* 1996), polnischer Skilangläufer
- Bury, Edmund (1884–1915), britischer Racketsspieler
- Bury, Edward (1919–1995), polnischer Komponist, Dirigent und Pianist
- Bury, Friedrich (1763–1823), deutscher Maler
- Bury, Greg, kanadischer Badmintonspieler
- Bury, Hans Martin (* 1966), deutscher Politiker (SPD), MdB
- Bury, István (* 1937), deutscher Fernsehregisseur ungarischer Abstammung
- Bury, Jan (* 1942), polnischer Politiker (PiS), Mitglied des Sejm
- Bury, Jan (* 1963), polnischer Politiker (PSL), Mitglied des Sejm
- Bury, Jérémy (* 1981), französischer Karambolagespieler und Vizeweltmeister
- Bury, John Bagnell (1861–1927), anglo-irischer Althistoriker und Philologe
- Bury, Jules (* 1862), belgischer Sportschütze
- Bury, Kamil (* 1995), polnischer Skilangläufer
- Bury, Klaus (* 1950), deutscher Fußballspieler
- Bury, Les (1913–1986), australischer Politiker und Außenminister
- Bury, Mary, britische Suffragette
- Bury, Michel (* 1952), französischer Sportschütze
- Bury, Nikolai (* 1979), deutscher Filmschauspieler
- Bury, Pol (1922–2005), belgischer Maler und Bildhauer
- Bury, Priscilla Susan (1799–1872), britische Botanikerin und Illustratorin
- Bury, Robert Gregg (1869–1951), britischer Altphilologe
- Bury, Sean (* 1954), britischer Schauspieler
- Bury, Steffen (* 1976), deutscher Fußballspieler und -trainer
- Bury, Yannick (* 1990), deutscher Politiker (CDU)Yannick Bury (* 1990)

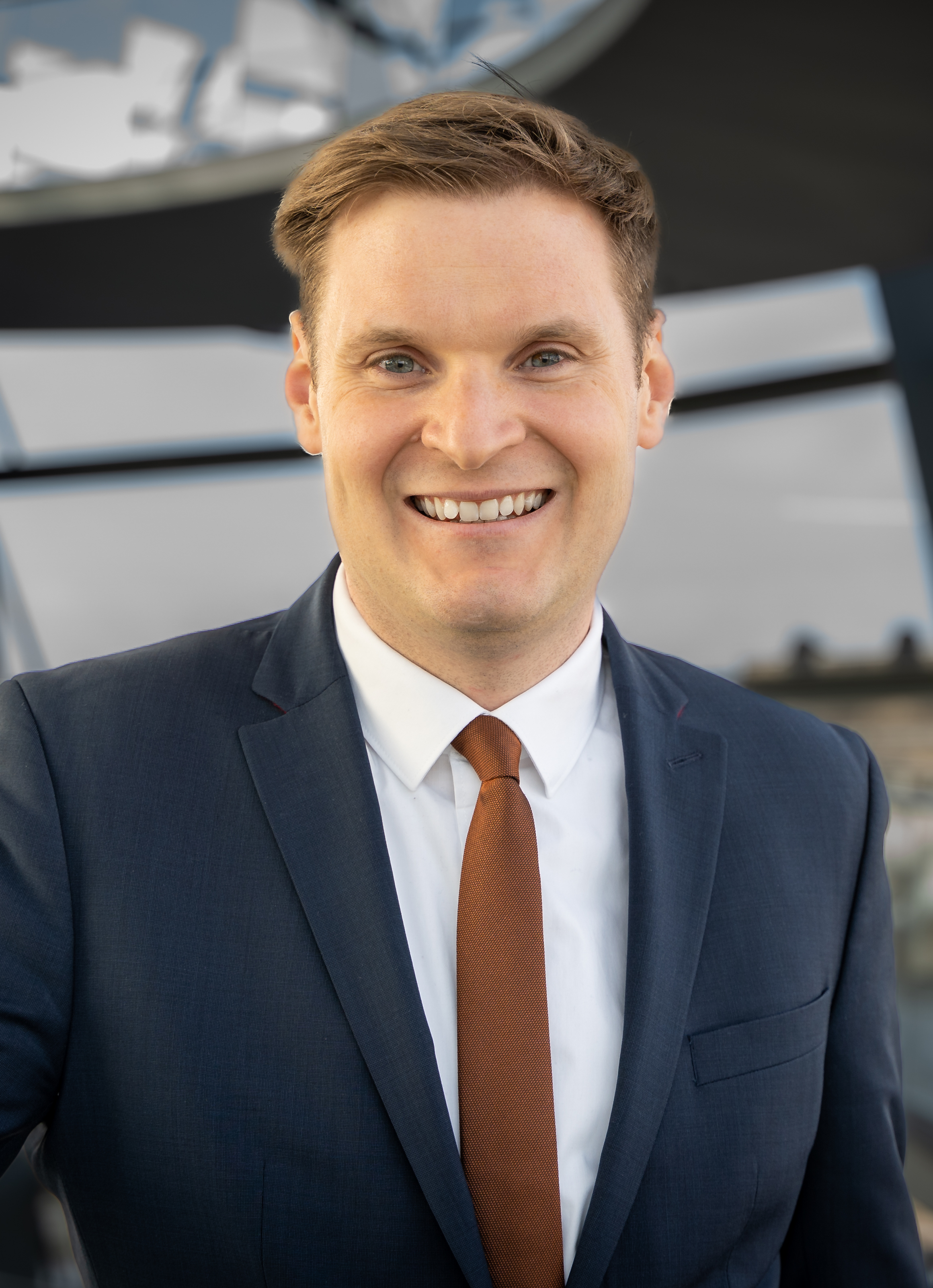
Yannick Bury (* 1990)

### Burya
- Buryak, Borys (* 1953), ukrainischer Maler

### Buryk
- Buryk, Nasarij (* 1988), ukrainischer Biathlet

### Burym
- Burym, Brad (* 1975), deutsch-kanadischer Eishockeyspieler

### Burys
- Buryschkin, Pawel Afanassjewitsch (1887–1955), russischer Unternehmer und Politiker

### Buryt
- Burytschenkow, Jaroslaw Gennadjewitsch (* 1998), russischer Fußballspieler